# Jakob Carlander
Jakob Carlander, född 26 juni 1957, är psykoterapeut och teologie licentiat. Han har skrivit flera böcker inom psykiatri, vård och omsorg och arbetar som litteraturkritiker vid Östgöta Correspondenten och Upsala Nya Tidning.